# Сендзишув (гмина)
Сендзишув (пол. Sędziszów) — городско-сельская гмина (волость) в Польше, входит как административная единица в Енджеювский повет, Свентокшиское воеводство. Население — 13 228 человек (на 2004 год).

## Демография
| Перепись                       | Всего   | Всего | Женщины | Женщины | Мужчины | Мужчины |
| ------------------------------ | ------- | ----- | ------- | ------- | ------- | ------- |
| Единицы                        | человек | %     | человек | %       | человек | %       |
| Население                      | 13 228  | 100   | 6632    | 50,1    | 6596    | 49,9    |
| Плотность населения (чел./км²) | 90,8    | 90,8  | 45,5    | 45,5    | 45,3    | 45,3    |

## Соседние гмины
1. Гмина Енджеюв
2. Гмина Козлув
3. Гмина Нагловице
4. Гмина Слупя
5. Гмина Водзислав
6. Гмина Жарновец